# مجموعة ستانلي غيبونز
مجموعة ستانلي غيبونز جروب بي إل سي، هي شركة مدرجة في بورصة لندن للأوراق المالية متخصصة في بيع الطوابع البريدية القابلة للتحصيل والمنتجات المماثلة بالتجزئة. تأسست المجموعة في لندن. والمجموعة تعمل في المتاجرة بطوابع البريد الرئيسية ونشر للطوابع البريدية. وقد حصلت مجموعة ستانلي غيبونز المحدودة التابعة للشركة والمتخصصة في الطوابع البريدية على أمر تعيين ملكي من الملكة إليزابيث الثانية.

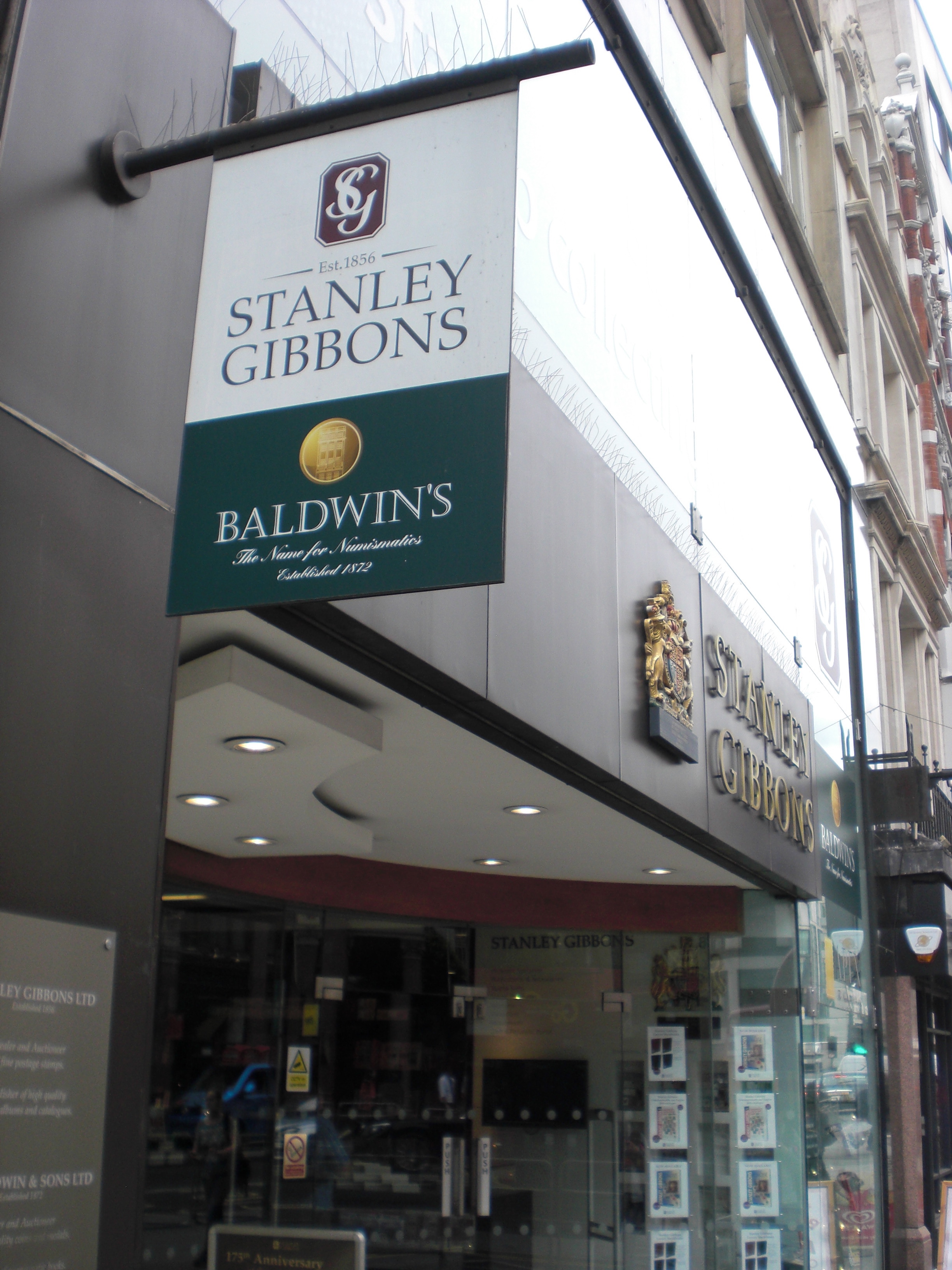
ستانلي جيبونز 399

## تاريخ
تتمتع الشركة بتاريخ مؤسسي عريق، حيث بدأت كشركة تجارية وحيدة يملكها إدوارد ستانلي غيبونز في عام 1856، وهي الآن شركة مدرجة في البورصة ولديها عدد من الشركات التابعة.

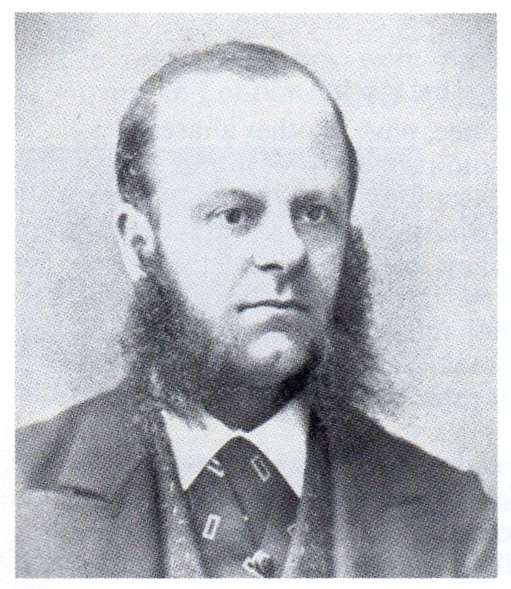
إدوارد ستانلي جيبونز (1840-1913)، مؤسس الشركة.

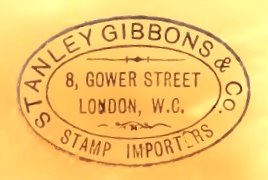
طابع مطاطي من ستانلي جيبونز مطبوع عليهِ ختم ستانلي جيبونز، شارع جاور 1881.

## قبل 1900
بدأ العمل عندما كان إدوارد ستانلي غيبونز يعمل مساعداً في متجر والدهِ في صيدلية في بليموث، وأقام غيبونز مكتباً لبيع الطوابع البريدية، وفي عام 1863 حالفهُ الحظ في شراء كيس من الطوابع المثلثة النادرة لرأس الرجاء الصالح من اثنين من البحارة.

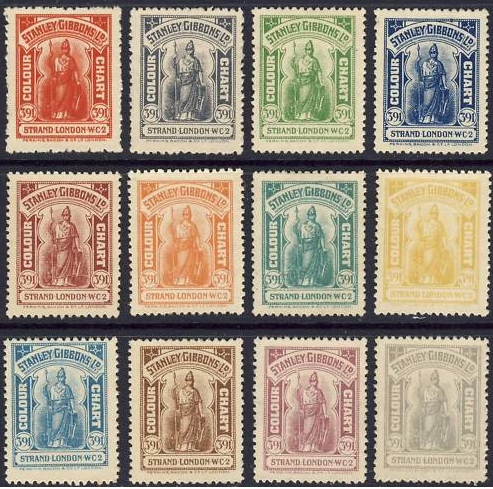
طوابع دليل ستانلي جيبونز الملونة التي طبعها بيركنز بيكون

انتقل غيبونز في عام 1874 إلى منزل بالقرب من كلافام كومون في جنوب لندن، وفي عام 1874 انتقل مرة أخرى إلى شارع غاور في بلومزبري بالقرب من المتحف البريطاني.
وبحلول عام 1890، رغب ستانلي غيبونز في التقاعد وبيعت الشركة إلى تشارلز فيليبس مقابل 25,000 جنيه إسترليني (ما يعادل 3.4 مليون جنيه إسترليني في عام 2023). أصبح فيليبس العضو المنتدب، وتولى جيبونز منصب رئيس مجلس الإدارة.
وفي عام 1891 افتُتح متجر في 435 ستراند بالإضافة إلى مبنى شارع غاور ستريت، وفي عام 1893 دمج المتجر والمكاتب في 391 ستراند حيث بقيت مباني الشركة للبيع بالتجزئة لسنوات عديدة حتى انتقلت إلى 399 ستراند.

## 1900–1959
افتتح قسم جديد للإصدار في عام 1906. وفي عام 1914، حصلت الشركة على مذكرة ملكية من الملك جورج الخامس، وتبعها في عام 1940، مذكرة ملكية أخرى من جورج السادس. وفي عام 1956 احتفلت الشركة بالذكرى المئوية لتأسيسها بمعرض في فندق والدورف افتتحه السير جون ويلسون. وفي العام نفسه، منحت الملكة إليزابيث الثانية مذكرتها الملكية لشركة ستانلي غيبونز المحدودة بصفتها شركة طوابع البريد.

## العقد 1960
وفي عام 1967 توسعت الشركة في الولايات المتحدة في مشروع مشترك مع ويتمان للنشر. واصدرت مجلة وفهارس للطوابع.
وفي عام 1968، تم طرح الشركة التي كانت خاصة في السابق في سوق الأسهم من خلال مناقصة رتبتها شركة إس جي واربورغ. وقد حقق العرض نجاحاً كبيراً وتم الاكتتاب فيهِ خمسة أضعاف. تم بيع الأسهم بسعر 20 شلنًا بدلاً من الحد الأدنى لسعر المناقصة وهو 12 شلنًا وستة بنسات.
وتشير التقديرات إلى أن عدد المساهمين كان يتراوح بين 30 إلى 35 مساهمًا قبل العرض، وكانوا لا يزالون يمتلكون 66% من الأسهم بعد العرض، بقيمة لا تقل عن 1.8 مليون جنيه إسترليني قبل بدء التداول.
ومع ذلك، تراجعت الأسعار لاحقًا لما تبقى من العام.

## العقد 1970
وفي عام 1970، استحوذت شركة Crown Agents على حصة 20% من الشركة وعيّنت مديرين في مجلس إدارة شركة غيبونز. وفي عام 1976. بيعت الحصة في عام 1976، وبحلول ذلك الوقت كانت الحصة قد زادت إلى 25% من قيمة الشركة.
في عام 1977، استحوذ ستانلي غيبونز على أسهم شركة شاس نيسن، التي كان يديرها تشارلز نيسن تاجر الطوابع البارز وهاوي جمع الطوابع.
في عام 1979 اشترت شركة ليتراسيت شركة غيبونز مقابل 19 مليون جنيه إسترليني في محاولة للتنويع بعيداً عن أعمال الطباعة الجافة، ولكن عملية الاستحواذ لم تتم بسلاسة، ومثلها مثل شركة فلاينج فلاورز فيما بعد، وجدت ليتراسيت صعوبة في دمج غيبونز في أعمالها الأساسية. ألقى رئيس مجلس إدارة ليتراسيت باللوم على "التوسع العشوائي" وقرارات الاستثمار "غير الحكيمة" في المشاكل التي واجهتها شركة غيبونز ونقل عنه في صحيفة التايمز قوله "لقد دفعنا مبالغ زائدة بشكل كبير مقابل ما حصلنا عليه." كما شكك في مبلغ 10 ملايين دولار أمريكي الذي دفعته شركة جيبونز مقابل مجموعة مارك هاس.

## العقد 1980
في عام 1981، استحوذت شركة Esselte على شركة Letraset بعد معركة استحواذ مع شركة ميلز آند ألين إنترناشيونال. وكانت شركة ليتراست قد أضعفتها شركة ستانلي غيبونز التابعة لها والتي كانت تتكبد خسائر فادحة. وفي وقت لاحق من ذلك العام، عرضت Esselte شركة غيبونز للبيع حيث قالت إنها لا تشكل جزءًا منطقيًا من تطويرها على المدى الطويل.
وفي عام 1981، اشترت شركة غيبونز أسهم شركة جوني جونسون الراحلة.
وفي عام 1982، نظم كلايف فيجنباوم عملية شراء إدارية أعقبها تقديم طلب في عام 1984 لإدراج الشركة في سوق الأوراق المالية غير المدرجة في المملكة المتحدة من أجل جمع الأموال لعمليات الاستحواذ الجديدة. وبعد عملية الاستحواذ، امتلك فيجنباوم، رئيس مجلس الإدارة، أكثر من 50% من الأسهم بينما امتلك بقية أعضاء مجلس الإدارة الأسهم الباقية.
تم المضي قدمًا في عملية الإدراج، ولكن تم تعليق الأسهم في غضون لحظات من طرحها لأول مرة حتى قبل بدء التداول، وذلك في أعقاب المخاوف بشأن خلفية فيجنباوم التي تم تسليط الضوء عليها في مقال نُشر في صحيفة صنداي تايمز. وقيل إن التعليق كان الأسرع على الإطلاق في ذلك الوقت. كانت المخاوف قد أحاطت بطرد فيجنباوم من جمعية تجار الطوابع البريدية لخرقه مدونة أخلاقيات المهنة وبيعه طوابع "ذهب عيار 23 قيراط" غير صالحة للبريد من جزيرة ستافا. كانت اختبارات الحكومة الأمريكية قد أظهرت أن الطوابع التي بيعت بسعر 10 جنيهات إسترلينية لكل طابع، تبلغ قيمة الذهب حوالي 5 سنتات لكل طابع. وقيل إن هذه الكارثة سببت إحراجًا كبيرًا، ليس فقط للشركة ولكن أيضًا لوسطاء شركة USM سيمون وكوتس. بعد ذلك بوقت قصير، استقال فيجنباوم من منصب رئيس مجلس الإدارة واشتراه اتحاد من المؤسسات والأفراد مقابل 3 ملايين جنيه إسترليني. وخطط لمحاولة أخرى لإدراج الشركة في عام 1985 ولكنها لم تنجح.
وفي عام 1989، بدأ بول فريزر الاستثمار في الشركة، واشترى حصة إضافية بنسبة 30% من الشركة من رجل الأعمال النيوزيلندي السير رون بريرلي الذي كان يهوى جمع الطوابع.

## العقد 1990
تم تعيين بول فريزر رئيسًا تنفيذيًا للشركة في عام 1990. وبحلول عام 1995، استحوذ فريزر على 76.83% من أسهم غيبونز واشترى بقية الأسهم في ديسمبر 1995.
وفي يونيو 1998 بيعت الشركة مقابل 13.5 مليون جنيه إسترليني لشركة Flying Flowers. أخذ بول فريزر أسهماً في Flying Flowers بدلاً من النقد، وتُركت لهُ حصة 8% في الشركة الموسعة بعد الصفقة. لم يكن الاندماج ناجحاً وفي عام 2000 انفصلت الشركتين مرة أخرى بعد سلسلة من التحذيرات المتعلقة بالأرباح والمشاكل التجارية. خفضت قيمة حصة بول فريزر من 13.5 مليون جنيه إسترليني إلى 4 ملايين جنيه إسترليني. وأصبحت شركة ستانلي غيبونز المندمجة تحت اسم communitie.com وأُدرجت في بورصة AIM. ونُقل عن رئيس مجلس إدارة Flying Flowers قوله إن الصفقة "... كانت بالسعر الخطأ وفي الوقت الخطأ.

## منذ 2000
في أغسطس 2007، استقال بول فريزر من منصبه كرئيس تنفيذي، وفي أبريل 2008 باع أسهمه المتبقية للتركيز على شركة بول فريزر كوليكتيبلز. أصبح بوب هينكهوزنز رئيسًا مؤقتًا والرئيس الحالي هو ديفيد برالسفورد، الذي يعمل بصفة غير تنفيذية.

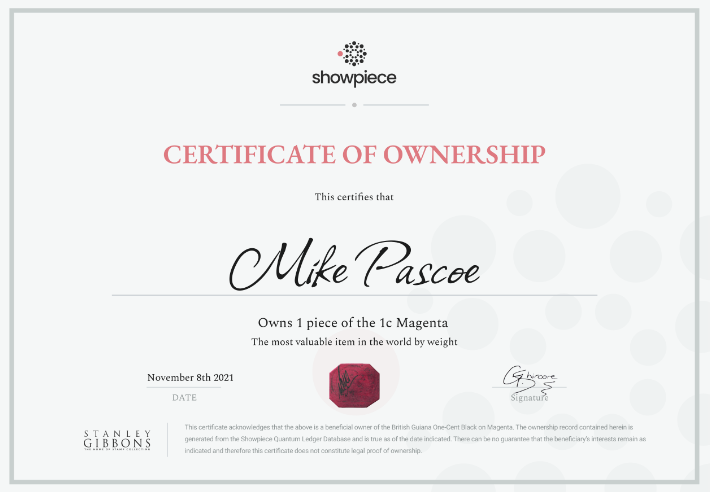
نسخة رقمية من شهادة ملكية الطابع البريدي ذي اللون الأرجواني 1c. يشهد هذا على أن الحائز على ملكية جزئية للعنصر.

في 20 سبتمبر 2010 أعلنت الشركة أنها استحوذت على تجارة وأصول أعمال بنهام لليوم الأول والمقتنيات من شركة فلاينج براندز المحدودة. في 21 نوفمبر 2013، أكملت شركة ستانلي جيبونز بنجاح استحواذها على شركة نوبل للاستثمارات، مما أدى إلى ضم Apex وBaldwin's وDreweatts & Bloomsbury Auctions إلى المجموعة. في عام 2014، تبع ذلك استحواذان آخران: في 31 يناير، استحوذت الشركة على شركة موراي باين، التاجر الرائد عالميًا في طوابع الكومنولث البريطاني الملك جورج السادس. وفي 23 أكتوبر، أعلنت مجموعة مزادات الفنون الجميلة، الشركة القابضة لشركة Dreweatts and Bloomsbury التابعة للمجموعة، أنها استحوذت على شركة Mallett Antiques - وهي شركة تاجر في التحف والفنون الزخرفية مع أماكن بيع بالتجزئة في شارع دوفر بلندن وشارع ماديسون بنيويورك.

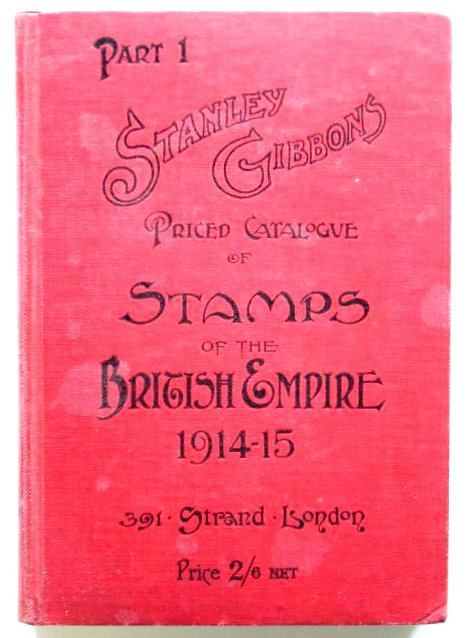
غلاف طبعة 1914-1914 من فهرس الإمبراطورية البريطانية "الجزء الأول".

في 28 يناير 2015، حصلت الشركة على جائزة "صفقة العام" في حفل توزيع جوائز الشركات المدرجة لعام 2015 لاستحواذها على شركة نوبل للاستثمارات.
في يوليو 2015، أعلنت الشركة أن مجموعة مزادات الفنون الجميلة قد استحوذت على Bid for Wine، وهي شركة متخصصة في مزادات النبيذ عبر الإنترنت أسسها المحامي سبنسر هيلارد والمستشار الإداري السابق ليونيل نيروب في عام 2008.
في وقت لاحق من عام 2015، بدأت قيمة أسهم المجموعة في الانخفاض بشكل كبير، حيث انخفضت من 240 بنسًا في أغسطس 2015 إلى 15.75 بنسًا في أبريل 2016. واستمر هذا الانخفاض العام، حيث سُجلت أدنى مستوياتها عند 1.5 بنسًا في مارس 2020.
تم وضع شركة ستانلي غيبونز (غيرنسي) المحدودة، تحت الإدارة في 21 نوفمبر 2017، مع نيك فيرمولين وزيلف حسين كمسؤولين مشتركين، وشركة ستانلي غيبونز هي الشركة التابعة للمجموعة التي تعاملت مع محافظ الاستثمار.
في 8 يونيو 2021، اشترت مجموعة ستانلي غيبونز طابع غيانا البريطانية الأرجواني فئة سنت واحد في مزاد مقابل 8,307,000 دولار أمريكي. ومنذ ذلك الحين، عرضت الشركة أسهمًا في الطابع على هواة جمع الطوابع باستخدام منصة عرض التحف الفنية.
في 22 ديسمبر 2023، أعلنت مجموعة ستانلي غيبونز إفلاس الشركة. وفي عملية "إدارة ما قبل التعبئة"، أُعيد شراء الشركة من قِبل شركة جديدة تُدعى مجموعة ستراند كوليكتيبلز.

## فهارس الطوابع
كان أول فهرس لطوابع ستانلي غيبونز عبارة عن قائمة أسعار بنس واحد صدرت في نوفمبر 1865 وأعيد إصدارها على فترات شهرية على مدى السنوات ال 14 التالية. وتنتج الشركة العديد من الفهارس التي تغطي مختلف البلدان والمناطق والتخصصات؛ ويعاد إصدار العديد منها سنوياً. تسرد الفهارس جميع إصدارات الطوابع البريدية اللاصقة المعروفة وتتضمن أسعار الطوابع المستعملة وغير المستعملة.
وخلافاً لفهارس التجار الآخرين، يذكر ستانلي غيبونز أن فهرسهم هو قائمة أسعار التجزئة. وبعبارة أخرى، إذا كان لديهم هذا الطابع بالضبط في المخزون في الحالة المحددة بالضبط، فإن سعر الفهرس الحالي هو السعر الذي سيطلبونه مقابل هذا الطابع. وهذا يتناقض مع معظم الفهارس الأخرى التي تنتجها الشركات التي لا تبيع طوابع البريد، وبالتالي تبني أسعارها على متوسط القيم السوقية في البلد الذي يُنشر فيه الفهرس.
من الناحية العملية، قد يختلف السعر الفعلي الذي تتقاضاه ستانلي غيبونز عن سعر الفهرس لأن العينة المعروضة للبيع من درجة مختلفة، أو لأن ظروف السوق تغيرت منذ إصدار الفهرس، أو لأن الشركة لديها وفرة أو قلة في المعروض من هذا الطابع، أو لأسباب أخرى متنوعة.

## المجلات

مجلة غيبونز للطوابع الشهرية

مجلة غيبونز للطوابع الشهرية هي مجلة تسرد الإصدارات الجديدة وتنشر مقالات تهم هواة جمع الطوابع. وقد نشرت مجموعة ستانلي غيبونز عدداً من المجلات على مر السنين ولكنها لم تستقر على مجلة غيبونز للطوابع الشهرية كمجلة أساسية لها إلا في عام 1927.
وفي 23 يناير 2009، استحوذت مجموعة ستانلي غيبونز على مجلة تجارة الطوابع "The Philatelic Exporter" من شركة Heritage Studios Limited.

## تجارة الطوابع بالتجزئة
وبالإضافة إلى النشر، فإن مجموعة ستانلي جيبونز هي عبارة عن تاجر طوابع بريدية تعمل في تجارة التجزئة في مكاتبها بوسط لندن في منطقة ستراند، حيث تعرض الطوابع القديمة والإصدارات الجديدة وتلبي قوائم طلبات العملاء. وهي تنتج خطها الخاص من المنتجات الأخرى الخاصة بهواة جمع الطوابع، مثل الألبومات والكتب وغيرها من الملحقات.

## دار مزاد
كما أن الشركة هي أيضًا دار مزادات لهواة جمع الطوابع، وقد أقامت آلاف المبيعات الدولية منذ تأسيسها في عام 1901.